# Plaça Major (Avinyó)
La Plaça Major és una plaça d'Avinyó inclosa en l'Inventari del Patrimoni Arquitectònic de Catalunya.

## Descripció
El conjunt urbà de la plaça de l'església és format per un gran espai rectangular que segueix el desnivell del terreny i que és travessat per un carrer principal. A cada costat de la plaça hi foren construïts diferents edificis d'habitatges (cases plurifamiliars) de dos o tres pisos d'alçària.
La part o sector més antic del conjunt de la plaça és a tramuntana on les cases presenten encara unes voltes que probablement devien resseguir tot el conjunt però que s'han perdut a la resta dels sectors en edificar-s'hi els nous habitatges al segle xix i XX. La moderna construcció de la Casa de la Vila, a ponent, intenta salvar aquesta unitat reproduint també les voltes amb materials moderns. A migdia de la plaça hi ha l'església parroquial d'origen romànic però modificada al segle xvii i XVIII.

## Història
El poble d'Avinyó ha crescut a redós de l'església parroquial de Sant Joan i de la plaça de l'església. El seu origen urbà cal considerar-lo del segle xvii en bastir-se a l'indret que ocupa avui la parroquial una nova església romànica. L'espai de la plaça devia perfilar-se en època moderna i assolí el perímetre actual, molt probablement al segle xviii car les cases més antigues, malgrat que molt desfigurades són d'aquest segle.